# Calyptotheca kapaaensis
Calyptotheca kapaaensis is een mosdiertjessoort uit de familie van de Lanceoporidae. De wetenschappelijke naam van de soort is voor het eerst geldig gepubliceerd in 2006 door Dick, Tilbrook & Mawatari.